# Rigshospitalet
Il Rigshospital (in danese Rigshospitalet) è un ospedale universitario pubblico sito nel distretto Østerbro di Copenaghen ed affiliato all'Università di Copenaghen.
Si tratta del maggiore ospedale dal paese. Nell'adiacente edificio Panum è ospitata la sede della Facoltà di Medicina e Scienze mediche dell'Università di Copenaghen.

## Storia
La prima sede dell'ospedale fu progettata dagli architetti Nicolai Eigtved e Laurids de Thurah e costruita tra il 1752 e il 1757 sulla Bredgade nel costruendo quartiere di Frederiksstaden, venendo inaugurata il 30 marzo 1757 da re Federico V di Danimarca col nome di Kongelig Frederiks Hospital. Fu il primo ospedale della Danimarca.

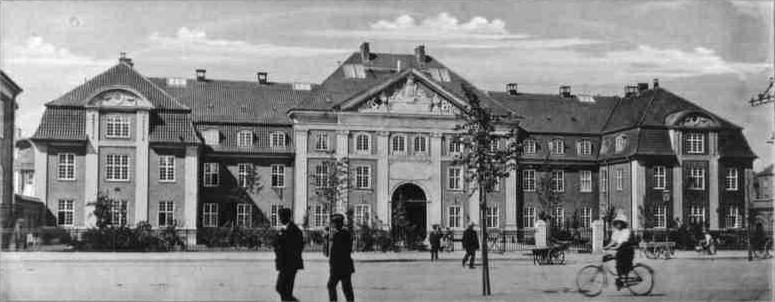
Il Rigshospital nel 1910.

Dopo l'inaugurazione dell'Ospedale municipale di Copenaghen nel 1863 si rese evidente la necessità di trasferire altrove il Kongelig Frederiks. Tale trasferimento fu operato nel 1910 nell'area di Blegdammen e nello stesso anno la gestione dell'ospedale passò allo Stato danese, che lo ribattezzò Rigshospitalet.
La sede dell'ospedale fu rinnovata tra il 1960 e il 1978 con la realizzazione di un nuovo complesso adiacente a quello del 1910.
Nel 2021 l'ospedale è stato classificato al 15º posto tra i migliori ospedali del mondo da Newsweek e Statista.